# دنيس مكفارلاند
دنيس مكفارلاند (بالإنجليزية: Dennis McFarland)‏ (1949)؛ روائي أمريكي.